# Dòng sông phẳng lặng (phim truyền hình)
Dòng sông phẳng lặng là một bộ phim truyền hình được thực hiện bởi Trung tâm Phim truyền hình Việt Nam, Đài Truyền hình Việt Nam cùng Đài Phát thanh - Truyền hình Thừa Thiên - Huế do Đỗ Đức Thành làm đạo diễn. Phim được chuyển thể từ tiểu thuyết cùng tên của nhà văn Tô Nhuận Vỹ. Phim phát sóng lần đầu trong chương trình Văn nghệ chủ nhật vào năm 2005 trên kênh VTV3.

## Nội dung
Dòng sông phẳng lặng tập trung vào Sự kiện Tết Mậu Thân, với nhân vật chính là các chiến sĩ biệt động của Mặt trận Dân tộc Giải phóng miền Nam Việt Nam. Mùi là một chiến sĩ giải phóng quân, trong một lần đã cứu một nữ sinh tên Diệu Linh. Hai người qua một thời gian tiếp xúc có tình cảm với nhau. Sau này Mùi bị bắt và xử tử. Diệu Linh giác ngộ cách mạng và đi theo con đường của Mùi.

## Diễn viên
- NSƯT Diễm Lộc trong vai Bà Tịnh Nhơn[5]
- Hoàng Hải trong vai Trung[6]
- Hồng Sơn trong vai Anh Thất[7]
- Hương Dung trong vai Chị Hạnh
- Thu Quế trong vai Thanh Ngân
- Kiều Thanh trong vai Cúc
- Đàm Hằng trong vai Diệu Linh
- Tạ Minh Thảo trong vai Bửu Đức
- Việt Anh trong vai Phi Hùng
- Lệ Huyền trong vai Hồng
- Tùng Dương trong vai Trần Long
- Huy Trinh trong vai Mùi
- Minh Hải trong vai Khoa Bảo
- Nguyễn Thị Hiền trong vai Thục Nguyên
- Văn Hùng trong vai Rôbớc Lin
- Thế Lân trong vai Ba "Hô răng"
- Bách Thủy trong vai Thẻo

Cùng một số diễn viên khác....

## Ca khúc trong phim
Bài hát trong bộ phim là ca khúc "Dòng sông phẳng lặng" do nhạc sĩ Huy Tuấn sáng tác và Mỹ Linh thể hiện.

## Giải thưởng
| Năm  | Giải thưởng                                | Hạng mục         | (Người) đề cử | Kết quả   | Tham khảo |
| ---- | ------------------------------------------ | ---------------- | ------------- | --------- | --------- |
| 2006 | Liên hoan Truyền hình toàn quốc lần thứ 25 | Phim truyền hình | —             | Giải vàng | [ 9 ]     |